# UGC 477
UGC 477 – galaktyka o niskiej jasności powierzchniowej (LSB), znajdująca się w gwiazdozbiorze Ryb. Znajduje się około 120 mln lat świetlnych od Ziemi. Jej średnica to ok. 100 000 lat świetlnych, więc jej wielkość jest porównywalna z wielkością Drogi Mlecznej. Jej prędkość radialna wynosi 2649 km/s.